# Битва при Алкасер-Кібірі (1578)
Би́тва при Алкасе́р-Кібі́рі (порт. Batalha de Alcácer-Quibir, араб. معركة الملوك الثلاث‎), відома також, як Битва трьох королів — битва, яка відбулася 4 серпня 1578 року біля Ель-Ксар-ель-Кебіра, на півночі Марокко, між військами мароккансько-португальського і мароккансько-османського союзів. Силами першого командували португальський король Себаштіан і марокканський екс-султан Мухаммад ІІ; силами другого — новий марокканський султан Абд аль-Малік I й османський паша Рамдан. Під час жорстокого бою загинули португальський король і обидва марокканські султани-опоненти. Перемога дісталася мароккансько-османському союзу, що поклав край міжусобній війні в Марокко. Поразка португальців, а особливо втрата бездітного монарха, спричинила занепад Авіської династії, втрату Португалією незалежності та припинення експансії в Марокко.

## Передумови
Відразу після скасування регентства та початку повноцінного правління короля Себаштіана, головною ідеєю молодого короля було розширення володінь португальської корони де тільки можливо. При цьому він порівнював себе із своїми попередниками та мріяв перевершити славу найуспішніших португальських королів. Тому в плануванні походу важливу роль грала також жага слави та подвигів Себаштіана.
Спочатку у 1571 році король Португалії збирався організувати похід в Індію та особисто очолити його. Проте його зміг відмовити від цього авантюрного заходу кардинал Енріке. Тоді Себаштіан звернув увагу на Північну Африку. Мета військового походу була грандіозною, хоча й не зовсім чітко визначеною: розширити кордони Португалії, заснувати велику імперію у в Африці, перемогами католицької зброї протистояти успіхам лютеран та кальвіністів у Європі.
На деякий час увагу Себаштіана відволікла ідея антиосманської Ліги, але перспектива розділити славу з іншими полководцями та не мати можливості одноосібно впливати на хід подій змусила його відмовитися від цих намірів й знову звернутися до підготовки африканського походу.
До того ж у 1576 році до Португалії прибув колишній султан Феса Мулай Мухамад аль-Мутавакіль, який просив допомогти у боротьбі зі своїм братом Мулай Абд-ель-Маліком, який скинув його з трону.

## Підготовка походу
Вперше король Себаштіан побував у Марокко у 1574 році. На той час Португалії у північній Африці належали міста Сеута, Танжер, Агадір, Асіла та Ель-Джадіда. Підготовкою до походу король був незадоволений та особисто виправив надану йому реляцію стосовно походу. Цей документ відображає невеликі знання короля щодо військової справи, разом з тим його величезне марнославство та самовпевненість. Після цієї подорожі питання із військовим вторгненням до Африки було остаточно вирішено. Готуючись до військового походу Себаштіан оголосив про намір одружитися з іспанською інфантою. В Іспанію було спрямовано посольство на чолі із Педро де Алькасовою, який вів перемовини з герцогом Альбою не стільки про матримоніальні справи, скільки щодо війни в Африці.
На Святки 1577 року король Себаштіан I та король Іспанії Філіп II зустрілися у місті Гуаделупа в Кастилії. Тут Філіп погодився надати Португалії війська у розмірі 15 тисяч осіб, зокрема 6 тисяч німців та 2 тисячі італійців, яких оплачувати повинен був Себаштіан, та 5 тисяч іспанців за рахунок Філіпа II. Крім того, іспанській король надав військове спорядження та провіант. При цьому в Гуаделупській угоді була умова, яка б дозволила Іспанії не надавати всього вищезгаданого — загроза з боку Османської імперії. Але Себаштіан не звернув на неї уваги.
Повернувшись до себе, король Португалії ще завзятіше почав готуватися до походу в Марокко. Він уклав угоду з Папою Римським Григорієм XIII, який оголосив військовий похід хрестовим походом та надав королю Португалії права на третину доходів католицької церкви країни. Крім того, Себаштіан зробив велику позику у банкира Конрада Ротта з Аусбурга — 400 тисяч крузаду під 8 % річних. Значна сума отримана була від «нових християн» (маврів та юдеїв, які перейшли у християнство) щодо позики у 240 тисяч крузаду в обмін на 10-річну відстрочку конфісації майна засуджених інквізицією. Кардинал Енріке був незадоволений такими діями племінника та скарживався до Риму, але марно.
Між тим Філіп II послався на застереження у Гуаделупській угоді та на події у Нідерландах і відмовився її виконувати. У відповідь 6 грудня 1577 року король Себаштіан заявив про намір особисто очолити похід у Північну Африку. Він також відкинув прохання відмовитися від цього наміру від лісабонських посадовців, які прийшли до королівського палацу. Врешті-решт Себаштіан зібрав знать та вищий клір, де наполіг по особистому керівництві військовою кампанією. В цей час все ж таки прибуло підкріплення від іспанського короля — 2.800 німців, голландців та валлонів на чолі із Мартином Бургундським. Від Папи Римського прийшло 600 солдатів під головуванням Томаса Стаклі. Ще підійшов кастильський контингент — 1.600 вояків (командувач Алонсо де Агилья). З португальських військ Себаштіан мав 1.400 вершників та 4 полки піхоти (в кожному по 3.000 осіб). До цих сил приєднався загон Мулая Мухамада аль-Мутавакіля у розмірі близько 3.000 вояків.
З іншого боку за ходом підготовки військового походу стежив султан Феса Мулай Абд-аль-Малік. Не бажаючи ризикувати, він звернувся до Себаштіана з пропозицією віддати частину своєї території Португалії й запрошував довірених осіб португальського короля до перемовин. Король Португалії відмовився. На час своєї відсутності в країні Себаштіан призначив тимчасовим керівником Португалії свого дядька — кардинала Енріке.

## Похід
Ранком 14 червня 1577 року Себаштіан прийняв благословення від архієпископа Лісабона, кардинала Енріке. Почалось завантаження спорядження та військ на кораблі, яке продовжувалося до 25 червня. Після цього флот вирушив у похід. Спочатку він зайшов до міста Лагуш, потім до Кадіса й 7 липня прибув до Танжеру. Тут Себаштіан скликав військову раду, де оголосив свій план — основні сили прямують до міста Елькасер-Кебіру та захоплюють його, в цей же час флот підходить до міста Лараш та атакує його з моря. Себаштіан, залишивши позаду Елькасер-Кебір, повинен був оточити Лараш із суходолу. Більшість учасників підтримала план короля, хоча мала сумніви. Лише командувач алентежанського полку Вашку да Сілвейра виступив проти цього плану. Він наголосив на важкість походу по місцевості, труднощі із захопленням багатонаселеного міста, яким був Елькасер-Кебір. Вашку да Сілвейра зауважив, що навіть невеличкий спротив призведе до затримки війська, якому може не вистачити харчів та води. Він запропонував спочатку взяти Лараш, забезпечити безперебійне постачання провіанту для армії, а вже потім йти на Елькасер-Кебір. Проте король Себаштіан відкинув цей план.
Військо виступило з Танжеру 29 липня. Запаси везли 500 возів, зокрема 100 — хлібні припаси, розраховані на 6 діб, 20 — фураж, порох, свинець, 40 — бочки із водою. Інші вози везли срібні та мідні гроші, похідний вівтар. Всього возів (разом із тими, що належали шляхті) було 11200.
Із самого початку військо стикнулося з усіма проблемами, щодо яких попереджав Вашку де Сілвейра — головним чином стосовно недостатньої їжі та води. На новій нараді Себаштіан погодився на повернення до міста Арсіли, де знаходився португальський флот. Було відправлено посланця до Арсіли, щоб затримати флот. Проте вони запізнилися — флот вже вирушив до Ларашу. Звістка про це пригнітила військо.
В цей час до табору короля Португалії підійшов Мулай Абд-ель-Малік з 50- тисячним військом.

## Битва
Вранці 4 серпня 1578 року розпочалася битва при Елькасер-Кебірі. Військо португальців вишикувалося у шеренгу, а мусульмани побудували свої ряди напівмісяцем. До того ж Мулай Абд-ель-Малік мав кращі гармати, які із самого початку завдали значних втрат християнам. В перші хвилини бою строї обох військ ще трималися. Битва все більш переростала у рукопашну сутичку. В цей час загинув султан Феса Мулай Абд-ель-Малік (по деяким відомостям він був отруєний перед початком бою). Португальці вирішили, що перемога близька й продовжили натиск. Керівництво мусульманським військом взяв на себе брат Абд-ель-Маліка Ахмад. Він наказав кінноті вдарити з флангів. Марокканці атакували ар'єргард християнського війська, де стояла португальська та іспанська кіннота та завдали її значного удару, посіявши паніку. З цього моменту мусульмани перехопили ініціативу й почали розгром основних військових сил короля Себаштіана. Той ще міг врятуватися, але на вмовляння підлеглих відповів відмовою. Останнє його бачили, колі він кинувся на загін маврів. Незабаром майже усе португальське військо було знищено.
Втрати християн склали — 6.000 загиблих, близько 17.000 полонених, втрати маврів — 8.000. У битві загинули король Себаштіан, старший фельдшер і коїмбрський єпископ Мануел. Серед полонених християн було багато знатних персон — граф Жуан де Барселуш, Антоніу та багато інших. За них надалі були сплачені значні викупи: за кожного — 5.000 крузаду, або всього 400.000 крузаду, що разом склало біля 1,5 тони золота.

## Наслідки
Смерть короля Себаштіана I спричинила у Португалії династичну кризу, внаслідок якої королем Португалії став Філіп II, король Іспанії, об'єднавши таким чином всі країни Піренейського півострова.
Було завдано значного удару по військовій та економічній потузі Португалії, що спричинило не тільки економічну кризу, а й зменшило бажання португальців розширювати свої кордони (щоправда лише на деякій час).
До XIX ст. Марокко стала захищеною від навали християн, які вже не наважувалися турбувати султанів Фесу. Новий султан Ахмад (після смерті брата Мулай Абд-ель-Маліка) виявився більш агресивним на відміну від свого брата. Султан Ахмад створив у півчніній Африці значну Марокканську імперію.

## У культурі

### Кіно
- 1990: Битва трьох королів